# フリーポート駅 (メイン州)
フリーポート駅（英語：Freeport Station）はアメリカ合衆国メイン州フリーポート デポ・ロード23にある駅。 全米各地を結ぶ旅客鉄道のアムトラックが乗り入れている。

## 概要
メイン州南岸から数マイルの所に島々が点在するカスコ湾に臨むフリーポートは東部ニューイングランドで最も人気のあるショッピングゾーンの一つにして、多数の店、ブティックやレストランがあることで知られている。2012年11月1日に開業したフリーポート駅はイースト・メインストリートから数ブロックに位置しており、にぎやかなショッピングセンターに隣接している。当駅は切妻の屋根を備え、明るい照明が居心地の良い環境を醸成している待合所と障害を持つアメリカ人法(ADA)に準拠したコンクリートのプラットホームで構成されている。
当駅を通るブランズウィックへのダウンイースター号の延伸は、鳴り物入りで2012年11月1日に開始した。この延伸は最終的に2009年アメリカ復興・再投資法の下での予算で、連邦鉄道管理局の高速インターシティ旅客鉄道プログラム（HSIPR）によって可能になった。ダウンイースター号のビジネスマネージャーとして働く北部ニューイングランド旅客鉄道公社（NNEPRA）は、2010年にHSIPRの助成金を申請し、3,530万ドルと後で追加の300万ドルが交付された。メイン州は、プロジェクトに約300万ドルを拠出した。資金はポートランドとブランズウィック間約48キロの、36か所の踏切、信号、カルバート、線路改良の改修工事に費やされた。ブランズウィックとフリーポートの新しいプラットホームは、メイン州によって支払われ、その設計と建設はメイン州運輸省(MaineDOT)によって監督された。

## 利用可能な鉄道路線／列車
アムトラックの停車する列車は下記の通り。
ブランズウィックとボストン間の昼行短距離列車ダウンイースター号…1日2往復停車